# Ичалковский бор
Ича́лковский бор — охраняемая природная территория лесного массива Перевозского лесничества Бутурлинского лесхоза возле села Ичалки в Перевозском районе Нижегородской области.
Особый правовой статус Ичалковского бора определяется богатством его флоры и фауны, а также уникальностью ландшафта.
Ичалковский бор входит в состав государственного природного заказника регионального (областного) значения «Ичалковский» и является его «особо защищённым участком»
Специальным распоряжением Совета Министров СССР от 1 июля 1963 года № 2724-р Ичалковский бор площадью 936 гектаров отнесён к категории особо ценных лесов в почвозащитном отношении (карстовые пещеры). По решению исполнительного комитета Горьковского областного Совета депутатов трудящихся от 20 октября 1965 года № 915 Ичалковский бор, его пещеры и карсты взяты под охрану как достопримечательный природный объект. В 1971 году организован Ичалковский заказник площадью 10 650 гектаров. В него вошли Ичалковский бор, участки поймы Пьяны, прилегающие поля и перелески. В настоящее время границы заказника и его статус определяются Положением о государственном природном заказнике регионального (областного) значения «Ичалковский», утверждённым Распоряжением Правительства Нижегородской области от 06.09.2007 № 1375-Р.

## Расположение
Ичалковский бор расположен к востоку в 1,5 км от села Ичалки в излучине реки Пьяны и занимает площадь 44,89 км². От самого села до бора можно дойти по каменистой дороге, которая возле домика лесника разветвляется в направлениях на деревню Красная Горка и село Большая Якшень. По направлению к селу Большая Якшень можно выйти к достопримечательностям Ичалковского бора.
Бор расположен на возвышенности на правом берегу Пьяны. Большая часть бора расположена на высоте, не превышающей 120—140 м над уровнем моря, а над заливной долиной Пьяны — 25—42 м. Мощные пласты морских органических известковых пород относятся к верхнему отделу пермской системы казанского яруса. Они отложились здесь около 180 миллионов лет тому назад и достигают мощности в несколько десятков метров.

## Ландшафтно-климатические особенности

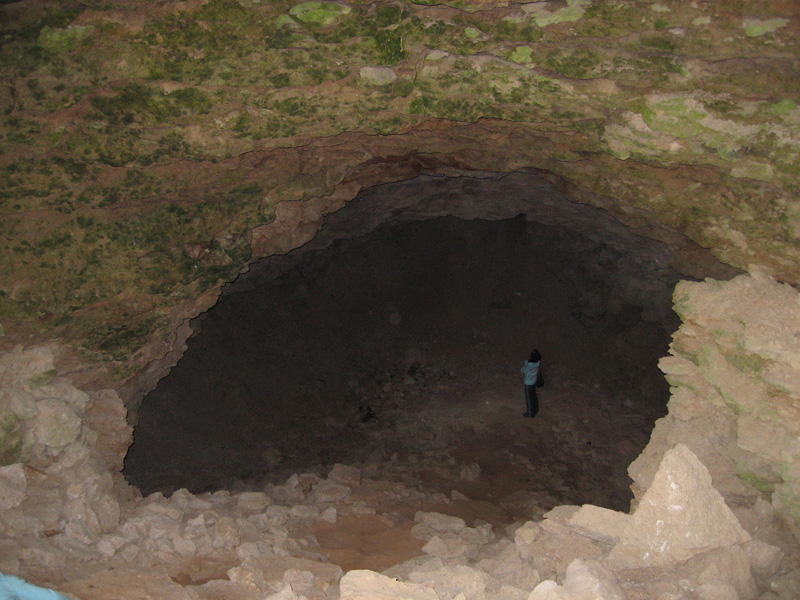
Холодная пещера Ичалковского бора

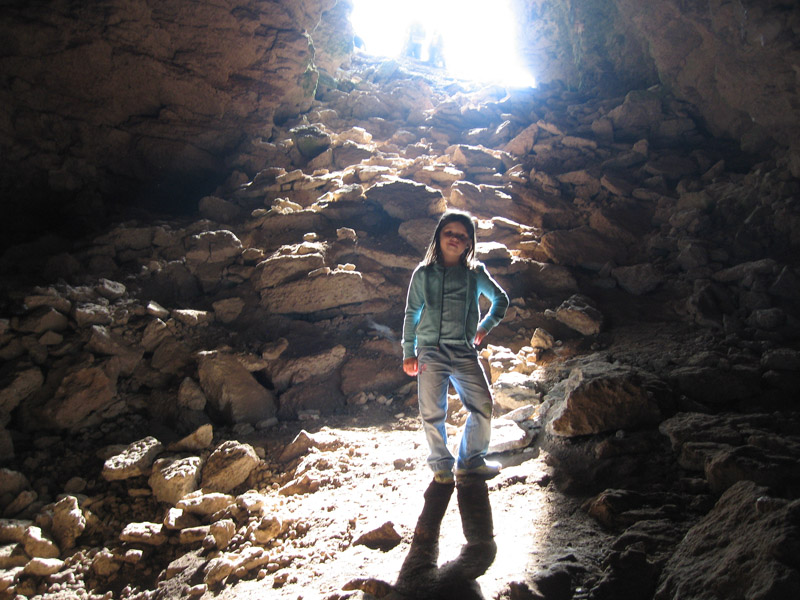
Тёплая пещера Ичалковского бора

В южной части Ичалковского бора на площади около 350 гектаров наблюдается массовое развитие карстовых форм рельефа. Здесь встречаются многочисленные провалы, мелкие и крупные воронки (диаметром до 50—60 м и глубиной до 30 м), карстовые лога, гроты, пещеры, рвы, скалы и жёлоба. Всего на территории бора насчитывается более 1000 различных карстовых провалов. Наиболее крупный из них — Кулемина Яма — имеет длину 200 м при ширине 150—180 м и глубине 25 м. Дно карстовых провалов обычно усеяно глыбами доломитизированных известняков. На дне самых крупных воронок можно встретить небольшие озёра. Часто воронки располагаются близко друг к другу и разделяются только узкими гребнями или перемычками шириной 1,5—2 м. Наиболее известные из таких перемычек — Чёртов мост и Лебяжьи переходы.
На обрывистых стенках части провалов, преимущественно в их нижней части, располагаются ниши и пещеры. Наиболее глубокими, обширными и примечательными пещерами являются Холодная (Ледяная), Безымянная (Малая холодная), Студенческая (Наклонная или Бутылочная), Тёплая, Октябрьская, Тесная, Звериная и Рождественская. Большинство пещер имеют мешкообразную форму, входы в них располагаются выше днища на 5—6 м. Вниз от входа ведёт наклонный расширяющийся ход, заканчивающийся округлой камерой со сводчатым потолком. Протяжённость пещер колеблется от 15 до 25—27 м. Наибольшая высота сводов наблюдается в Тёплой пещере (до 15 м). В некоторых пещерах (Тёплая, Холодная, Безымянная) имеются небольшие озера. Озеро на дне Холодной пещеры даже в тёплое время года остаётся покрытым слоем льда. Температура воздуха в пещерах при +20 °C на поверхности колеблется от +3 °C в пещере Холодной до +5 °C — в Тёплой.
Многочисленные карстовые явления создают особые микроклиматические условия. Прохладный воздух консервируется в подземных полостях, что приводит к выравниванию летне-зимних температур. Летом в Ичалковском бору более прохладно и влажно, а зимой теплее, чем на окружающих территориях. Такой микроклимат способствует сохранению здесь необычной флоры и фауны, включающих в себя представителей самых разнообразных ландшафтно-климатических зон.

## Флора
Несмотря на своё название, Ичалковский бор представляет собой смешанный (хвойно-широколиственный) лес, в котором сосны занимают около 25 %, остальные площади покрыты лиственными растениями: берёза, дуб (около 10-12 % площади), липа, вяз, ясень и другие виды деревьев. Основу подлеска составляют кустарники: крушина, черёмуха, смородина, лещина, жимолость.
Наряду с обитателями дубрав, встречаются таёжники и южные растения лесостепи: змееголовник Рюйша, ластовень степной, а также большое количество редких растений, занесённых в Красную книгу Нижегородской области: вишня степная, реликтовый горный папоротник асплений зелёный, папоротник цистоптерис судетский, лилия-саранка, диплазий сибирский, голокучник Роберта, многорядник Брауна.
Отдельные особо ценные виды произрастающих здесь растений наряду с Красной книгой Нижегородской области занесены в Красную книгу Российской Федерации: ковыль перистый, башмачок настоящий, башмачок крупноцветный, пыльцеголовник красный, надбородник безлистный. Здесь обнаружены восемь редких видов мхов (четыре из них — северные и горные флористические элементы).

## Фауна
Благодаря наличию вышеописанных ландшафтно-климатических особенностей на территории заказника сформировались особые условия для обитания животных.
В фауне заказника соседствуют лесостепные виды (орёл-могильник, малая белозубка, большой тушканчик, крапчатый суслик), представители фауны дубрав (сони: полчок, лесная и орешниковая) и тайги (длиннохвостая неясыть, мохноногий и воробьиный сычи, красная полевка, изолированная популяция которой найдена здесь в отрыве от основного ареала более чем на 200 км).
Карстовый рельеф и наличие пещер обуславливают высокую плотность рукокрылых. Здесь обнаружено 8 видов летучих мышей (ночницы прудовая, водяная, усатая, Брандта и Наттерера, обыкновенный ушан, северный кожанок, лесной нетопырь). Пещеры являются важнейшим местом зимовки рукокрылых на территории Нижегородской области.
На территории бора гнездится филин. Здесь встречаются редкие и нуждающиеся в охране виды пресмыкающихся: обыкновенная гадюка, обыкновенная медянка и веретеница. Обнаружены здесь и редкие виды насекомых: махаон, поликсена, шмель моховой.

## Режим охраны
Источник:
На всей территории Ичалковского бора запрещаются следующие виды деятельности:
- предоставление земельных участков в частную собственность;
- применение ядохимикатов, минеральных удобрений, химических средств защиты растений и стимуляторов роста;
- размещение свалок и полигонов для захоронения и уничтожения различных отходов, загрязнение и замусоривание территории;
- строительство зданий, сооружений и любых других объектов;
- добыча любых полезных ископаемых;
- геологоразведочные изыскания;
- взрывные работы;
- все виды мелиоративных работ;
- проведение гидромелиоративных и ирригационных работ, любые другие действия, приводящие к изменению гидрологического режима водоемов и территории в целом;
- сброс сточных вод в водоемы;
- прокладывание любых коммуникаций, за исключением случаев, когда это является необходимым для обеспечения функционирования заказника;
- заготовка живицы;
- распашка лесных земель, сенокосов и пастбищ.
- все виды рубок леса, в том числе санитарные рубки и рубки ухода;
- въезд и стоянка автомототранспорта;
- проезд автомототранспорта через территорию заказника;
- охота;
- заготовка лекарственных и декоративных растений;
- посещение туристскими группами без специального разрешения;
- устройство привалов, бивуаков, туристических стоянок и лагерей, разведение костров;
- прогон, выпас и водопой скота;
- использование факелов и другого открытого огня в пещерах;

На территории заказника разрешаются:
- любительский лов рыбы удочкой и спиннингом;
- научные исследования;
- сбор грибов и ягод;
- въезд и стоянка автомототранспорта на специально оборудованную площадку по согласованию с администрацией;
- устройство привалов, бивуаков, туристических стоянок и лагерей, разведение костров на специально отведенных участках по согласованию с администрацией заказника.

Охрана Ичалковского бора осуществляется подрядной организацией, избираемой по конкурсу.